# Club Bàsquet Jovent
El Club Bàsquet Jovent d'Alaior nasqué l'any 1990. És, per tant, un club jove. Però, tot i això, el bàsquet al poble d'Alaior es remunta a l'any 1944, encara que no és fins a la dècada dels seixanta quan es comença a organitzar més seriosament amb l'impuls donat pel col·legi La Salle; l'any 1973 apareix un segon club, el CB Alaior. És a dir, que en una població de poc més de cinc mil habitants hi havia dos clubs de bàsquet.
Però, com hem dit al principi, és l'any 1990 quan els dos clubs existents, CB La Salle i CB Alaior, decideixen fusionar-se per impulsar l'esport del bàsquet al poble. És a partir d'aquest moment en què el nou club, el CB Jovent d'Alaior, creix i s'organitza per oferir a tota la joventut del poble una millor qualitat en la pràctica esportiva.
La primera Junta Gestora que es formà fou presidida per Silverio Juanico i tingué com a vicepresidents Emiliano Melià i Ramon Timoner. Els objectius que es proposaren van ser la creació d'una escola de bàsquet que impulsàs la formació i l'educació esportives fomentant l'esforç, la companyonia i l'amistat. En aquesta primera temporada, el club va comptar amb setze equips i un pressupost de quasi quatre milions de pessetes.
Actualment el CB Jovent milita en la categoria senior Balear

## Etapes presidencials
- De 1990 a 1992: Silverio Juanico.
- De 1992 a 1996: Miquel Subirats.
- De 1996 a 2002: Joan Marquès.
- De 2002 a 2004: Joan Mascaró.
- De 2004 a 2006: Bosco Ameller.
- I l'actual president: Xavier Saiz.